# Åderskölding
Åderskölding (Pluteus thomsonii) är en svampart som först beskrevs av Berk. & Broome, och fick sitt nu gällande namn av Dennis 1948. Åderskölding ingår i släktet Pluteus och familjen Pluteaceae.  Arten är reproducerande i Sverige. Inga underarter finns listade i Catalogue of Life.